# Palazzo Donà Balbi
Palazzo Donà Balbi è un palazzo di Venezia, ubicato nel sestiere di Santa Croce, affacciato sul lato destro del Canal Grande sulla fondamenta di Riva di Biasio di fronte a Palazzo Flangini ed alla chiesa di San Geremia.

## Storia
L'attuale fabbricato venne realizzato nel XVII secolo molto probabilmente unendo tre edifici attigui. Di proprietà della Provincia di Venezia, il palazzo è stato sede dell'Ufficio Scolastico Regionale sino al 2018 ed attualmente rientra tra i beni immobili di Città che l'Ente ha posto in vendita.

## Architettura
La sobria facciata intonacata si presenta suddivisa in tre parti con la particolarità che quella di destra è la principale, presentando l'unica porta d'accesso e con delle quadrifore con balconcini su entrambi i due piani nobili affiancati da una monofora. Le altre due parti sono invece caratterizzate da tre monofore, con quelle di sinistra che non sono posizionate in modo omogeneo. Tutte le aperture sono con archi a tutto sesto sormontati da cornici.
Il pian terreno in pietra rivela che nel tempo sono state chiuse due porte d'accesso secondarie al palazzo.